# Austrochthonius mordax
Austrochthonius mordax är en spindeldjursart som beskrevs av Beier 1967. Austrochthonius mordax ingår i släktet Austrochthonius och familjen käkklokrypare. Inga underarter finns listade.